# Juan de Dios Martínez Mera
Juan de Dios Martínez Mera (Guayaquil, 8 de marzo de 1875 - Ibidem, 27 de octubre de 1955) fue un abogado y político ecuatoriano, presidente de Ecuador durante los años 1932-1933.

## Biografía
Martínez Mera nació en Guayaquil el 8 de marzo de  1875. Su abuelo paterno, Juan María Martínez Coello, era maestro mayor en el ramo artesanal de las construcciones y carpintería de ribera y financiaba las edificaciones más importantes de Guayaquil. Fundó con otros la Sociedad Filantrópica del Guayas para que los socios se socorrieran mutuamente, mejoraran la instrucción y perfeccionaran los conocimientos artesanales. El padre de Martínez Mera fue el notable educador Tomás Martínez, "el hombre más grande que en mi vida he conocido", según confesó Juan de Dios en su lecho de muerte. Su madre fue Florinda Mera Escobar. Sus hijos son Raúl, Héctor y Gabriel Martínez Torres. Sus hijas Flora Martínez de Pérez Chiriboga, Leonor Martínez de Manrique Sabla, Isabel Martínez de García Escobar y Francisca Martínez de Chiriboga Ordóñez.
Tomás Martínez dejó el comercio por la educación, fundó en Daule una escuela que pronto se volvió famosa. Abrió la "Escuela Privada de Niños" en Guayaquil, el año de 1869. La regentó durante un cuarto de siglo. "Se garantiza la educación", ofrecía y se comprometía a enseñar gratuitamente al alumno que, llegado al quinto año, no se sintiera satisfecho con sus conocimientos. "Cuando se acaben los tontos, se acabarán los pillos" era uno de sus lemas favoritos. Muerto Tomás Martínez en 1894, su esposa fundó la "Escuela de Niñas Florinda Mera viuda de Martínez", que funcionó hasta 1925. 
El presidente Juan de Dios estudió en el Colegio San Vicente del Guayas y luego de un año de Medicina cursó Jurisprudencia en la Universidad de Guayaquil. Terminada la carrera, recibió el premio Municipio de Guayaquil al mejor estudiante de la facultad, pero renunció a graduarse de abogado por un incidente con el decano, que lo hirió profundamente. Martínez Mera fue una persona determinada y enérgica. A los 20 años de edad, participó en la campaña militar de Eloy Alfaro sobre Quito y se volvió liberal, partido al que fue fiel incluso cuando los liberales lo traicionaron. En 1902, como vicerrector regentó el Colegio Vicente Rocafuerte; en ese año contrajo matrimonio con Francisca Torres Lascano. Trabajó como tesorero de Hacienda del Guayas y en el conflicto de 1910 con el Perú fungió de capitán de la Primera Compañía del Batallón Patria. En 1920 representó a la Provincia del Guayas como diputado y en 1921 ocupó la presidencia de la Cámara de Diputados.
Desde 1922 se desempeñó como gerente de la Compañía Ecuatoriana de Estancos y Tabacos, empresa privada con finalidad de servicio público. Allí, tres lustros antes de la expedición del Código de Trabajo, implantó para los empleados y obreros un sistema de vacaciones pagadas, asistencia médica gratuita y participación en las utilidades. El presidente constitucional Isidro Ayora lo nombró ministro de Hacienda, pero Martínez renunció a los seis meses , porque no se había cumplido un ofrecimiento importante para Guayaquil. Salió pobre del ministerio y se dedicó a la agricultura. En 1931, el encargado del Poder Alfredo Baquerizo Moreno lo llamó de nuevo al Ministerio de Hacienda. Elegido presidente en 1932, fue depuesto por el Congreso en 1933. No retornó al servicio de la política aunque siguió militando en el Partido Liberal. Trabajó hasta su muerte, primero en la Agencia de Vapores para el servicio fluvial entre Guayaquil y Durán, luego como administrador en el Ramo de Loterías de la Junta de Beneficencia de Guayaquil, más tarde como gerente fundador de la Sociedad Agrícola e Industrial (antiguo Ingenio San Carlos), donde implantó nuevamente el sistema de beneficios sociales. 
En 1947, un grupo de legisladores le pidió autorización con el objeto de proponer al Congreso Nacional el nombre de Martínez Mera para la presidencia de la República, pero Martínez no los autorizó. Ocupó la gerencia de la Flota Mercante Grancolombiana. Con 75 años de edad fue nombrado ministro de la Junta de Beneficencia de Guayaquil, cargo en el que lo sorprendió un segundo infarto cardíaco. Murió en Guayaquil el 27 de octubre de 1955 a los 80 años.

## Presidencia
Las Elecciones presidenciales de Ecuador de 1931 dieron el triunfo al conservador Neptalí Bonifaz, a quien liberales y socialistas descalificaron. Así se originó la Guerra de los Cuatro Días (1932), cuyo desenlace llevó a que el liberal Alberto Guerrero Martínez se encargara del Poder y convocara a  las elecciones presidenciales de 1932 en las que triunfó Juan de Dios Martínez Mera.
Martínez Mera ha sido hasta ahora el único presidente en ejercicio a quien descalificó el Congreso y le obligó a renunciar. José María Velasco Ibarra lideró esta descalificación. Los historiadores han seguido la tesis de Velasco Ibarra en la primera de las acusaciones y algunos también en la segunda. Hoy, la segunda acusación ha sido desvirtuada: la política internacional de Martínez Mera fue prudente. Y el cargo de fraude es dudoso.
Martínez se posesionó el cinco de diciembre a las tres de la tarde. El presidente declaró que gobernaría de acuerdo con los principios del Partido Liberal y luego se trasladó desde el Congreso, que funcionaba en el mismo palacio de Gobierno, a la terraza que mira a la Plaza de la Independencia. Apenas apareció en ella, hubo una silbatina que la Policía quiso reprimir pero el presidente no lo permitió. Integró el gabinete con sólo liberales entre los que destacaban el ministro de Gobierno, José María Pérez Echenique; el canciller, Antonio Quevedo, y el ministro de Guerra, general Juan Francisco Orellana. "Al iniciarse su administración", dice el embajador Francisco Guarderas, "la derrota sufrida por el bonifacismo (los conservadores) me colocó en las filas de la resistencia. Como diputado y miembro de la Junta Consultiva no escatimaba mis críticas a la persona del Magistrado y su Gobierno... ; no obstante, no podía desconocer la eficacia y acierto de su conducta en los pocos meses que llevaba de dirigir los negocios del Estado". 
La rebaja del tipo de interés en las operaciones hipotecarias empujó la producción estancada, pero le concitó la enemistad de los tenedores de cédulas y de los bancos. En 1933 las exportaciones sólo llegaron a 4.2 millones de dólares, el nivel más bajo desde 1878. Burlados con la descalificación de Neptalí Bonífaz y sangrando aún por la Guerra de los Cuatro Días, los conservadores radicalizaron la oposición en la Sierra y contribuyeron a crear una atmósfera populista. Una parte de la prensa recogía rumores contra el Gobierno. La severa personalidad de Martínez Mera contribuía a volverlo impopular ante el pueblo y el Congreso. El 17 de mayo de 1933 se sublevaron tres batallones de la guarnición de Riobamba. El gabinete renunció. Martínez constituyó un segundo gabinete de prestigio entre las que destacaban Catón Cárdenas en el ministerio de Educación, Augusto Alvarado Olea en el de Hacienda y Francisco Guarderas en Relaciones Exteriores. Pero a la oposición de los bonifacistas empezaba a sumarse también la oposición liberal. 
Velasco Ibarra lo acusó de haber sido elegido con fraude y de haber manejado con ineptitud la política internacional durante el conflicto de Leticia entre Perú y Colombia.  Por el Tratado Muñoz Vernaza-Suárez de 1916, Colombia había obtenido de Ecuador extensas zonas de la región nor-oriental. Seis años más tarde , Colombia las canjeó con el Perú a cambio de un corredor que le daba salida al Amazonas. El corredor fue denominado el trapecio de Leticia. Diez años más tarde, en 1932, tropas peruanas ocuparon ese puerto fluvial de Leticia; estalló, en consecuencia una guerra entre Colombia y Perú. El populismo que irrumpía en la política ecuatoriana creía llegado el momento de una alianza con Colombia. Ecuador y Colombia podían derrotar al Perú. Estos fuegos artificiales eran atizados por la propia Colombia aunque nunca oficialmente. Martínez Mera obró con prudencia, consultó a los organismos competentes, siguió el parecer del brillante canciller Quevedo y se negó a hacer el juego a ninguna de las partes. El tiempo le dio la razón, pues a poco Colombia y Perú hicieron las paces, y Perú devolvía el puerto usurpado. El gobierno de Martínez Mera evitó así una guerra en territorio ecuatoriano y una alianza militar nunca propuesta oficialmente por Colombia, vecino que a lo largo de la historia republicana se había manifestado, de ordinario, indiferente a la causa ecuatoriana en su conflicto con el Perú. 

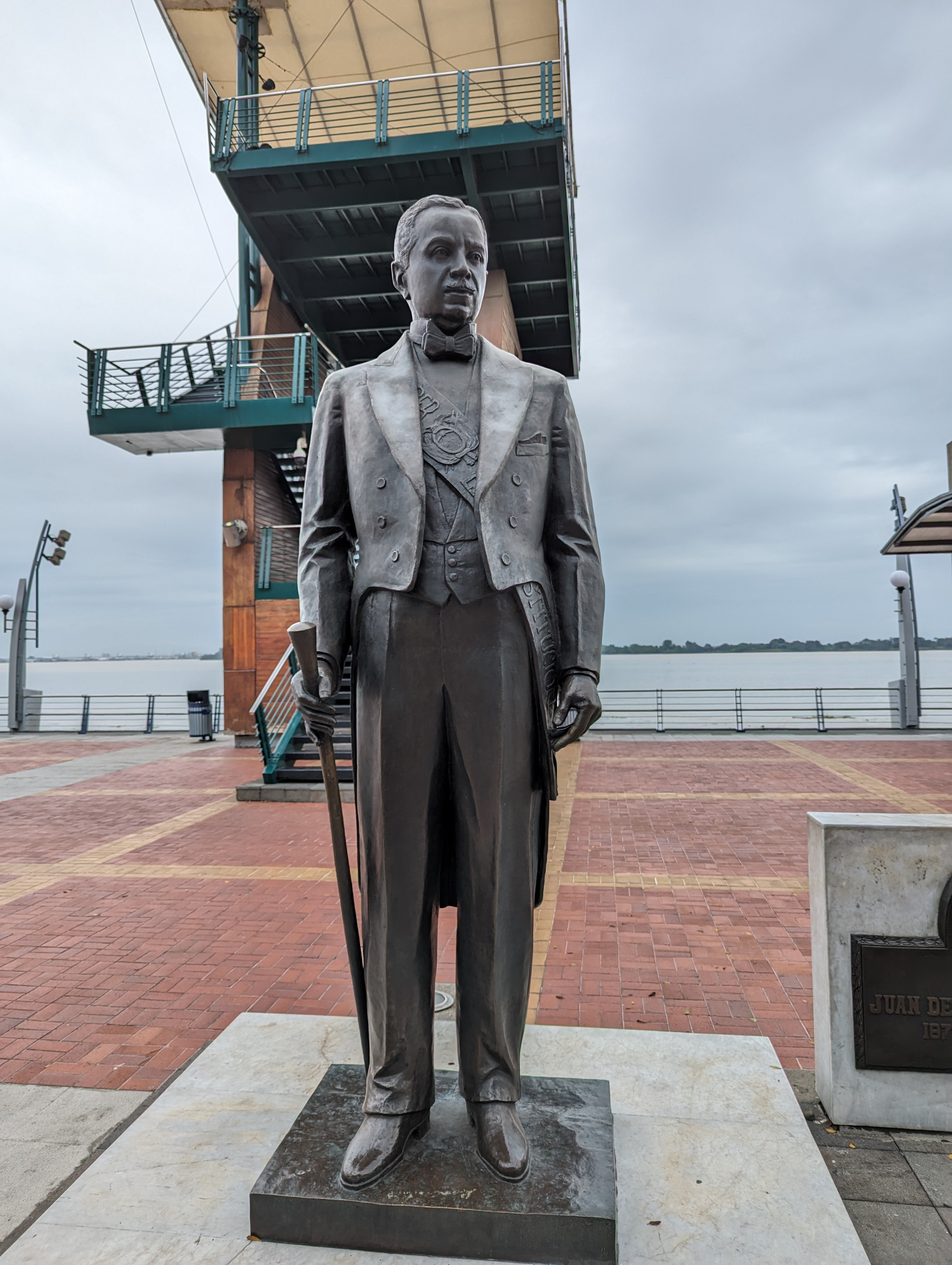
Monumento a Martínez, en el Malecón 2000.

La Constitución de 1929 daba amplios poderes al Congreso para interpelar y censurar a los ministros y hasta al gabinete en pleno. Con los votos de los legisladores adictos al gobierno se eligió presidente del Congreso a José Vicente Trujillo, amigo del presidente. El 15 de agosto de 1933, el presidente de la Cámara de Diputados, Velasco Ibarra, pidió ante el Congreso en pleno la renuncia del presidente de la República porque la elección de Martínez había sido fraudulenta, porque todo el Ecuador se le oponía, por la falta de un ambiente de paz, por la despreocupación en resolver los problemas económicos y por el manejo desacertado del problema internacional. La moción fue aceptada por 48 votos contra 22 pese a que el Congreso de 1932 había dado un voto de aplauso al ahora condenado manejo de la política exterior. Martínez Mera se negó por escrito a renunciar y refutó los argumentos esgrimidos. 
Entonces el Congreso castigó con un voto de desconfianza al Gabinete por haberse solidarizado con el presidente. Este refutó el voto del Congreso. Era el 17 de agosto. El Congreso ratificó la desconfianza por lo que el segundo Gabinete renunció. Martínez formó un tercer Gabinete, el Congreso le extendió la desconfianza y la pugna continuó. Siete gabinetes fueron descalificados, pero el presidente no cedió a la tentación de disolver el Congreso y siempre formó gabinetes sólo con liberales.
El 9 de octubre, el directorio liberal abandonó a Martínez Mera. El Congreso lo acusó de haber querido erigirse dictador. El 14, el presidente refutó los cargos que se le hacían sobre todo en materia internacional. Concluyó su refutación así: "Ya os oigo decir que vuestra conciencia es la prueba de mi culpabilidad... ( ... ) ... Pero en tal caso no sólo sois el Poder; no sólo la justicia infalible: sois la prueba, sois el proceso mismo que legitima vuestras sentencias; pero entonces, también sois la dictadura". Ese mismo día el presidente se dirigió a Guayaquil. El 17, el Senado, presidido por José Vicente Trujillo, destituyó al presidente. Solamente los senadores José Rafael Bustamante, Cristóbal Tobar Subía, Manuel T. Maldonado y Alberto Acosta Soberón, pese a que militaban en la oposición, no aprobaron el informe condenatorio del Senado en materia internacional. Ese mismo día, Martínez Mera escribió un mensaje dirigido a los ecuatorianos. En su conclusión decía: 

"Al alejarme de la capital de la República no penséis, ni aun los que habéis sido mis gratuitos enemigos, que llevo en mi pecho la más ligera huella de rencor. Nunca soñé ni con el Poder ni con la venganza; sueño con la justicia... (... ) ... Si horas de angustia -no lo permita la fortuna- advienen a la República, al replegaros sobre vosotros mismos, en el inviolable santuario de la conciencia, yo os aseguro que mientras más leales os mostréis con ella, más justificaréis mi conducta con vuestro desapasionado veredicto".